# Bonaire League 1996
De Bonaire League is de hoogste voetbalcompetitie op Bonaire, georganiseerd door de FFB.
Het seizoen 1997 van het Bonairiaanse voetbal is een van de meest merkwaardige. Op de helft van de reguliere competitie bleek Real Rincon, die in de laatste jaren altijd een plekje in de play offs behaalde, een kwakkelelende seizoen door te maken. De ervaren trainer Ruby Balentien had het seizoen ervoor besloten wat meer afstand te nemen. Na 6 wedstrijden stond Real Rincon echter troosteloos onderaan met 4 punten. Ze leden daarnaast ook een historische 6-0 nederlaag tegen SV Vespo, hun grootste ooit in de derby. Balentien besloot op zijn beslissing terug te komen en wist de ploeg naar de 4de en laatste play off-plek te brengen. Hierin verraste ze weer door Estrellas en  Juventus achter zich te laten. Tegenstander in de finale was titelverdediger en dorpsgenoot Vespo. Het was voor het eerst dat beide ploegen elkaar ontmoetten in de finale. Real Rincon nam hierin wraak voor de eerdere 6-0 nederlaag door over 2 wedstrijden te winnen.
Het huzarenstukje werd compleet gemaakt door als Bonairiaanse ploeg de finale van de Kopa Antiano te bereiken. Iets wat, gezien het grote niveau tussen de amateurploegen van Bonaire en (semi)profs van Curaçao, sporadisch gebeurde. Hierin werd verloren van UNDEBA. Door het verstrijken van de inschrijvingsdeadline leverde dit echter geen plek in de CFU Club Kampioenschap op.

## Play Offs
| Positie | Team        |
| ------- | ----------- |
| 1       | Vespo       |
| 2       | Real Rincon |
| 3       | Estrellas   |
| 4       | Vitesse     |

## Finale
- Real Rincon 0-0 Vespo
- Vespo 0-1 Real Rincon